# 29ª Squadriglia
La 29ª Squadriglia del Servizio Aeronautico del Regio Esercito fu costituita con aerei Farman.

## Storia

### Prima guerra mondiale
Il 15 aprile 1916 nel cambio generale dei nomi delle squadriglie la 4ª Squadriglia da ricognizione e combattimento Farman di Tolmezzo diventa 29ª Squadriglia al comando del Capitano Umberto Venanzi inquadrata nel II Gruppo (poi 2º Gruppo).
Il 26 aprile torna a Cavazzo Carnico ed a luglio ci sono in servizio 8 Farman 14.
Il 4 luglio il Farman del Caporale Arturo Cortellini e dell'osservatore Tenente Italo Tacchini viene abbattuto su Malborghetto-Valbruna, in territorio nemico, dall'Hansa-Brandenburg C.I di Raoul Stojsavljevic e Josef Friedrich della Flik 16.
Il 25 ottobre il comando passa al Cap. Sergio Ferrero ed in novembre arriva il Brigadiere Ernesto Cabruna.
Nel 1916 il reparto ha svolto 409 voli di guerra sostenendo 14 combattimenti aerei senza perdite.
Il 1º gennaio 1917 l'unità dispone di 10 piloti, 11 osservatori e 12 Farman misti con motore Fiat A.10 e Colombo ed il 10 aprile passa al VI Gruppo (poi 6º Gruppo caccia).
Il 3 maggio il Farman dei Tenenti Antonio Riva e Roberto Lordi viene attaccato da un aereo sul Monte Rombon che viene respinto ed il 25 maggio 2 aerei bombardano e mitragliano sul Monte Santo di Gorizia.
Il 2 giugno il comando passa al Cap. Luigi Coniglio ed il 21 settembre la squadriglia viene sciolta dopo aver svolto nel 1917 134 voli di guerra sostenendo 4 combattimenti.
Nell'intero conflitto il reparto effettua 655 voli di guerra sostenendo 20 combattimenti ed in particolare 167 ricognizioni, 479 crociere e tentate ricognizioni e 9 bombardamenti, sganciando 78 bombe per un totale di 833 kg.
Il 31 agosto 1918 deve essere ricreata a Riva presso Chieri su Breguet Bre 14 A2 ricevendone 12 nella prima metà di gennaio 1919 ma nel 1920 viene sciolta.

### Il dopoguerra
Al 30 aprile 1927 era all'Aeroporto di Pisa-San Giusto nel 62º Gruppo Aeroplani nel 21º Stormo di Bologna sugli Ansaldo A.300 della Regia Aeronautica.
Il 15 gennaio 1929 il 62º Gruppo passa nel 19º Stormo da Ricognizione.

### Seconda guerra mondiale
Al 10 giugno 1940 era all'Aeroporto di Arezzo nel 62º Gruppo Osservazione Aerea per l'8ª Armata nell'Aviazione Ausiliaria per l'Esercito con 7 IMAM Ro.37bis.